# Пайк, Роб
Роберт С. (Роб) Пайк (англ. Robert C. (Rob) Pike, род. 1956) — разработчик операционных систем и языков программирования, работавший c 1980 года в Bell Labs, где в соавторстве с другим программистом написал графический терминал Blit для Unix, и также позднее участвовал в создании операционных систем Plan 9 и Inferno. Один из создателей кодировки UTF-8. Автор текстовых редакторов Sam и Acme.
В соавторстве с Брайаном Кёрниганом написал книги
- «The Practice of Programming» («Практика программирования»). [ISBN 020161586X]
- «The UNIX Programming Environment» («UNIX. Программное окружение»). [ISBN 013937681X]

Работал в Google с 2002 по 2021 год, когда вышел на пенсию.  Работая в Google, он участвовал в создании языков программирования Go и Sawzall . Язык программирования Go  был создан в 2009 году в  соавторстве с Кеном Томпсоном и Робертом Гриземером.
Роб Пайк является гражданином Канады, женат на Рене Френч (Renée French). На данный момент поддержка официального компилятора, разрабатываемого создателями языка, осуществляется для операционных систем FreeBSD, OpenBSD, Linux, macOS, Windows, DragonFly BSD, Plan 9, Solaris, Android, AIX., Haiku OS. Также Go поддерживается набором компиляторов gcc, существует несколько независимых реализаций.

## Цитаты
- 1991. UNIX не только мёртв, но и пахнуть уже начинает действительно плохо.
- «Unix никогда не говорит `пожалуйста`.» («Unix never says `please.'»)